# Toxorhynchites evansae
Toxorhynchites evansae är en tvåvingeart som först beskrevs av Edwards 1936.  Toxorhynchites evansae ingår i släktet Toxorhynchites och familjen stickmyggor. Inga underarter finns listade i Catalogue of Life.